# Füchse Berlin
Füchse Berlin er en håndboldklub fra Berlin, Tyskland, der spiller i Bundesligaen.
Füchse Berlin blev grundlagt i 1891 som den professionelle overbygning i klubben Reinickendorfer Füchse. Den har hjemmebane i Max-Schmeling-Halle.
Danske Torsten Laen har tidligere spillet i klubben, mens Hans Lindberg, Mathias Gidsel, Jacob Holm og Lasse Andersson pt. er i truppen.

## Spilletruppen 2019-20

### Aktuel trup
| Målvogter - 01 Martin Ziemer - 12 Silvio Heinevetter - 96 Dejan Milosavljev Venstre fløj - 07 Kevin Struck - 31 Tim Matthes Højre fløj - 18 Hans Lindberg - 21 Mattias Zachrisson Stregspiller - 77 Johan Koch - 93 Mijajlo Marsenić | Venstre back - 09 Stipe Mandalinić - 10 Jakov Gojun - 24 Frederik Simak - 95 Paul Drux Playmaker - 02 Simon Ernst - 06 Jacob Holm Højre back - 03 Fabian Wiede - 25 Michael Müller - 35 Marko Kopljar |